# Хопфнер/Хиртенберг HM.13/34
Хопфнер/Хиртенберг HM.13/34 је аустријски ловац и авион за обуку. Први лет авиона је извршен 1935. године.

Распон крила авиона је био 10,21 метара, а дужина трупа 8,45 метара. Био је наоружан са једним предњим митраљезом.

## Наоружање
| Наоружање авиона: Хопфнер/Хиртенберг |         |
| Ватрено (стрељачко) наоружање        |         |
| Топ                                  |         |
| Митраљез                             |         |
| Број и ознака митраљеза              | 1       |
| Калибар                              | 7,92    |
| Бомбардерско наоружање (бомбе)       |         |
| Класичне авио бомбе                  | одсутан |
| Ракетно наоружање (ракете)           |         |